# Daniëlsweert

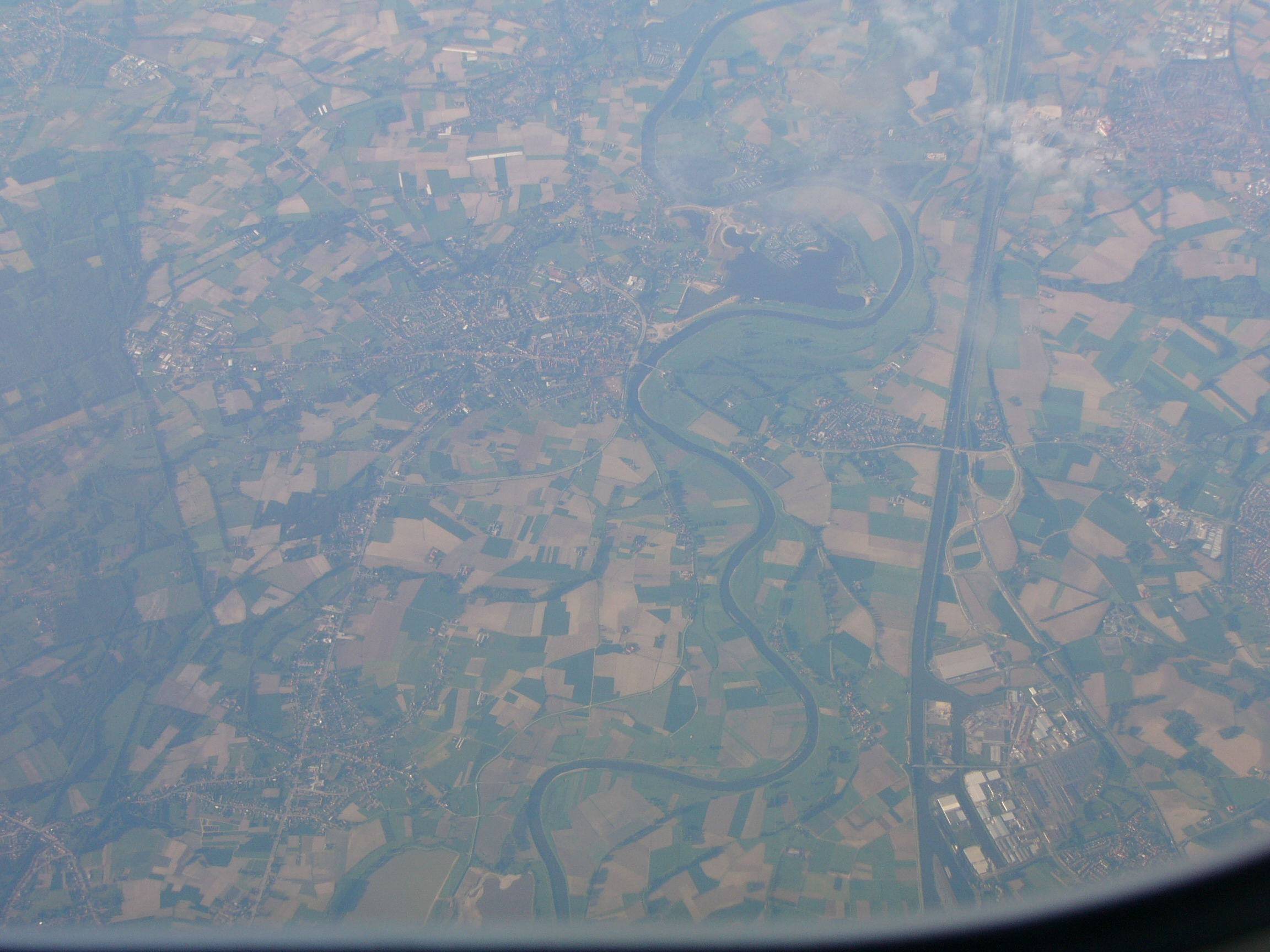
Kronkelende Grensmaas en kaarsrecht Julianakanaal nabij de Belgisch-Limburgse stad Maaseik.
Linksonder het Belgische Elen. In de bocht die de Maas daar maakt (middenonder) liggen aan de rechterkant de Koeweide en iets noordelijk daarvan Daniëlsweert.

Daniëlsweert (of Danielsweerd) is een waard (weerd) langs de Maas in de Nederlandse provincie Limburg, ten zuidwesten van het gehucht Illikhoven. Het was ook de naam van een daar gelegen oude kasteelhoeve, die lang een bezit van de Duitse orde was.
Dit stiltegebied langs een weinig bezocht gedeelte van de Maas behoort tot de gemeente Sittard-Geleen. Het vormt het laatste vrijwel ongerepte open buitengebied van deze gemeente, die bijna 100.000 inwoners telt.
De Maas volgt hier een betrekkelijk wilde, niet gekanaliseerde stroming. Het natuurgebied bevat zeldzame grassen en planten en wordt nog steeds begraasd door koeien. Het is alleen te bezoeken per kano, of op verzoek te voet. Het gebied blijft bij normale hoogwaterstanden droog. De winterdijk die het gebied omzoomt maakt deel uit van een grensoverschrijdende fietsroute.
Dit gebied staat op de nominatie te verdwijnen wegens de door de Nederlandse provincie Limburg gewenste klei- en grindwinning. In het kader van het Grensmaasproject wordt het hele gebied ook wel aangeduid als "Koeweide". Dat is de naam van het gebied dat westelijk aan de Danielsweert grenst. Het hele gebied waarvan de Koeweide en de slaperdijk deel uitmaken zal volgens de plannen worden omgevormd tot grindwinningsgebied, zie Grensmaas Noord.

## Geschiedenis

### Naam
De plek was in de vroeg-Franse tijd een eiland in de Maas, getuige oude kaarten. Dat stemt overeen met een in de 17de eeuw wel vermelde Latijnse naam, Insula st. Danielis, (Sint-) Daniëlsweert, vergelijk Insula sancti Stephani voor het nabijgelegen Stevensweert. Het is echter zeer de vraag in hoeverre deze Latijnse namen authentiek waren. Daniel was immers geen echt Christelijke naam (geen heilige, maar een joodse profeet). Bovendien was Daniëlsweert geen kerkdorp, anders dan bijvoorbeeld Stevensweert.
Voor de Daniëlsweert was vroeger ook wel de naam Ridderweerd in gebruik, naar sommigen beweren omdat de Duitse orde er aanspraak op maakte. Ook voor deze benaming moet de verklaring elders gezocht worden. 

De naam Daniëlsweert bestond al in de 15de eeuw. De weerd is vermoedelijk vernoemd naar de onwettige enige zoon van ridder Daniel van Hoensbroeck, heer van Spaubeek († na 1433). De ridder schonk zijn gelijknamige zoon een van zijn twee eilanden in de Maas, dat ter hoogte van Elen (of de renten daarvan); het andere was de Visserweert tegenover Heppeneert.

### Van eiland tot weerd
Oorspronkelijk als eiland links van de Maas gelegen kwam de weerd aan de rechterkant van de Maas terecht, nadat de hoofdstroom van de Maas zich verlegd had. Het noordelijke deel van de Kingbeek is een relict van de een oude Maasbedding. Zo is te verklaren dat Daniëlsweert en Visserweert tot de grenscorrectie van 1839 behoorden bij het nu Belgische Elen dat zich vroeger dus uitstrekte over beide oevers van de Maas. Omgekeerd werd de thans Belgische buurtschap Booien (of Boyen), eveneens een vroeger eiland, dat tot de Nederlandse gemeente Grevenbicht had behoord, in 1839 aan Elen toebedeeld.
Oude kaarten laten in dit gebied een verwevenheid van staatjes zien, hetgeen ook tot uiting komt op latere kaarten met de gemeentegrenzen tussen Obbicht en Papenhoven en Grevenbicht. Grevenbicht, Papenhoven en Obbicht vormden een bijna onontwarbare kluwen van kerkelijke, heerlijke en landsheerlijke rechten.
In de Daniëlsweert bevond zich een gelijknamige hoeve die eigendom was van de commanderij van de Duitse orde te Alden Biesen in Bilzen. Tot de scheiding van België en Nederland in 1839 behoorde Danielsweert bij de gemeente Elen, kerkelijk was het al in 1837 van Elen afgescheiden. Wanneer hoogwater de oversteek over de Maas onmogelijk maakte, gingen de bewoners in het naburige Buchten ter kerke.

### Bij Nederland
Na de afscheiding van België ging de Maas de grens vormen tussen Nederland en België. De delen van Elen die op de rechteroever lagen, Daniëlsweert en Visserweert, werden bijgevolg in 1839 bij Nederland gevoegd, in eerste instantie allebei bij de gemeente Roosteren. Vanaf 1840 ging Daniëlsweert bij de gemeente Grevenbicht horen, tot deze in 1982 opging in Born, dat op zijn beurt in 2001 bij Sittard-Geleen werd gevoegd.

## Bewoners van de hoeve Daniëlsweerd
De oudst bekende pachter van Daniëlsweert is Henrick Lambrichts die het in 1668 van de balie van Alden Biesen opnieuw pacht, voor een periode van 18 jaar. Zijn nazaten zullen het goed lange tijd blijven pachten en dat in 1774 in eigendom verwerven. Zij vormden een van oorsprong Stokkems magistratengeslacht, dat diverse lokale bestuurders opleverde.
Een van de latere bewoners was L.H. Lambrechts (Daniëlsweert 1763 - Born [bij Sittard] 1813). Na zijn priesterwijding in 1787 bediende hij de kapel van het huis Danielsweerd of Ridderweerd, waar zijn familie woonde. Daarna vertrok hij naar Maastricht, waar hij in 1788 als priester in de Duitse Orde werd opgenomen en in 1789 als zodanig geprofest. In 1792 was hij deservitor van de parochie Gruitrode (Belgische Kempen) en bekleedde aldaar ook de betrekking van rentmeester van de Duitse Ordenscommanderie (ondergeschikt aan Alden Biesen), waarschijnlijk tot 1796, toen hij als zodanig werd opgevolgd door zijn broeder J.P.F. Lambrechts.

De botanicus François (Frans Karel Hubert) Rodigas, wiens moeder een Lambrechts was, werd in de Franse tijd geboren op Daniëlsweert in 1801, en overleed te Sint-Truiden in 1877. Op Daniëlsweert leerde hij van zijn oom, een doctor van Leiden, de eerste beginselen der plant- en natuurkunde.

In de negentiende eeuw was de riddermatige hoeve Daniëlsweerd eigendom van Jan Jacob Lambrechts bijgenaamd 'van Daniëlsweerd' (1804-1858). Schepen van Grevenbicht, zoon van P.F. Lambrechts, gemeentesecretaris van Grevenbicht. Hij was liberaal Tweede Kamerlid van 1849-1850, maar was al voor 1848 Kamerlid geweest en behoorde tot de katholieken die in dat jaar meewerkten aan de totstandkoming van de nieuwe grondwet. De familie Lambrechts was door de nieuwe staatsgrens Nederlands geworden. Tot 1848 woonde Jan Jacob op Daniëlsweerd, waar hij ook was geboren. Wellicht omdat Daniëlsweerd ’s winters en vooral bij hoge waterstand van de Maas op een moeilijk te overbruggen afstand van Grevenbicht lag, verliet Jan Jacob in 1848 het riddergoed, om in Papenhoven te gaan wonen.

Zijn zoon H.F. Lambrechts (Roosteren 1839 - Sittard 1896), in de wandeling Mr. Jérôme genoemd, had als conservatief (katholiek) en Bahlmanniaan eveneens zitting in de Tweede Kamer, aanvankelijk als afgevaardigde voor het district Roermond, later voor het kiesdistrict Sittard. Hij overtrof zijn vader ruimschoots, door vanaf 1873 tot zijn plotselinge overlijden in 1896 onafgebroken lid van de Kamer te blijven. Hij voerde daar weinig het woord, in hoofdzaak over onderwijs en spoorwegen. Wel drong hij jaarlijks bij de begrotingsbehandeling aan op verbetering van de Maas. Dat hij als afgevaardigde gezien was, bleek uit het feit dat hij in 1894 met ruim 90% van de stemmen werd gekozen. Mr. Jérôme was voorts advocaat, schoolopziener en wethouder van Obbicht. Hij bleef ongehuwd.

## Teloorgang
Het complex, waarvan het woongedeelte voorzien was van een vooruitspringende ingang met trapgevel, is als pachtboerderij langzaam in verval geraakt. De laatste resten van het huis Daniëlsweert werden in de Tweede Wereldoorlog bij beschietingen vernietigd. Momenteel zijn er van de hoeve alleen nog fundamenten aanwezig onder het maaiveld.